# Jo Lendle

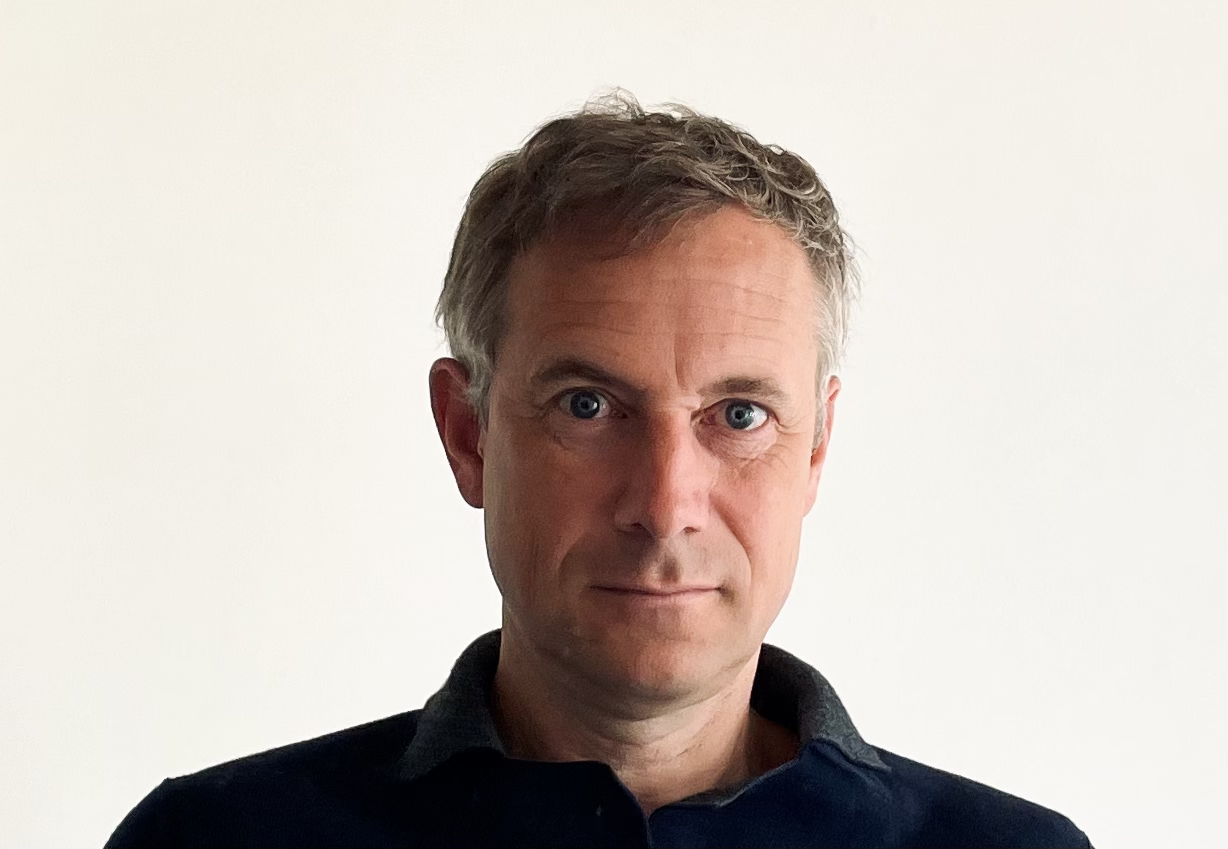
Jo Lendle, 2023

Jo Lendle (* 28. Februar 1968 in Osnabrück als Johannes Lendle) ist ein deutscher Schriftsteller. Er ist Verleger des Carl Hanser Verlages.

## Leben und Wirken
Jo Lendle wuchs in Washington und Göttingen auf. Er studierte Literatur, Kulturwissenschaften und Philosophie in Hildesheim und an der Université du Québec à Montréal und war erster Absolvent des Deutschen Literaturinstituts Leipzig. Das Studium an der Universität Hildesheim schloss er ab mit einer Arbeit über Die Rückseite der Sätze. Strukturkomplexe im Werk Herta Müllers. 1996/1997 gab er die Literaturzeitschrift Edit heraus. Ab 1997 war er als Lektor für deutschsprachige Literatur am Aufbau des DuMont-Literaturprogramms beteiligt. Zudem lehrte er als Gastprofessor und Dozent an den Universitäten München, Leipzig, Hildesheim und am Schweizerischen Literaturinstitut in Biel. 2006 wurde Lendle Programmleiter für deutschsprachige Literatur und 2010 Verlegerischer Geschäftsführer des DuMont Buchverlags. Seit Anfang 2014 ist er Verleger des Hanser Verlags.

## Ehrenamtliche Tätigkeiten und Mitgliedschaften
Ehrenamtlich ist Jo Lendle Vorsitzender des Verlegerausschusses und Mitglied im Vorstand des Börsenvereins des Deutschen Buchhandels, Stiftungsrat des Literaturhauses München, Beirat des Zentrums für Buchwissenschaft der Ludwig-Maximilians-Universität München, Schirmherr des Literaturförderprogramms der Stiftung Niedersachsen, Mitglied im Kuratorium der Deutschen Schillerstiftung, Juror u. a. des Heinrich-Heine-Preises der Stadt Düsseldorf und des Friedenspreises des deutschen Buchhandels. Von 2017 bis 2022 war er Mitglied im Kuratorium des Deutschen Literaturfonds, von 2018 bis 2021 Mitglied in der Jury des Deutschen Buchhandlungspreises. Jo Lendle ist Mitglied im PEN-Zentrum Deutschland und Mitgründer des PEN Berlin.

## Literarisches Werk
Jo Lendle debütierte mit Unter Mardern, einem Band aus Miniaturen, der reich an Ideen und arm an Personal auftritt. Die F.A.Z. befand: „Vergnüglich wird Lendles Prosa immer dort, wo gar nichts passiert. Und unwiderstehlich ist sie, wenn sie davonschwebt ins zwecklose Blau.“ Seine Romane dagegen erzählen von Menschen: Hauptfiguren sind Einzelgänger mit der Neigung zu einer Einsamkeit, die nicht als Unglück empfunden wird. In Die Kosmonautin ist das Hella Bruns. Ihr Sohn hat einen Flug zum Mond gewonnen, kommt aber bei einem Unfall zu Tode. Hella tritt die Reise an seiner Stelle an. Der Roman schildert ihre Fahrt zum Weltraumbahnhof, die mit dem Wissen um das eigentliche Ziel einen überirdisch-unwirklichen Charakter bekommt: „Die Fassbarkeit des Unfassbaren in diesem Roman verdankt sich Jo Lendles überzeugender Schreibkunst.“ (NZZ)
Mein letzter Versuch, die Welt zu retten ist ein historischer Roman aus den 1980ern. Florian Beutler will im Wendland Atommülltransporte blockieren. Mit zarter Ironie legt das Buch Widersprüche der Widerstandsbewegung bloß. 3sat-Kulturzeit meinte: „Selten wurde so gut über einen bedeutsamen Tag X in der deutschen Geschichte geschrieben.“ Die Romanbiographie Alles Land erzählt das Leben Alfred Wegeners. Neben Wissenschaftsgeschichte und Zeitpanorama ist es das Denkmal eines zweifelnden Solipsisten bis zum Tod im Grönlandeis. Deutschlandfunk: „Eine poetische Biografie, so originär und wunderbar zu studieren wie eine Eisblume.“
Was wir Liebe nennen berichtet von der Zerrissenheit des Zauberers Lambert zwischen Wirklichkeit und Traum und zwischen zwei Lieben. Laut F.A.Z. „ein raffiniertes Spiel mit dem romantischen Doppelgängermotiv“. Die eigene Herkunft ließ Lendle einfließen in den Roman Eine Art Familie um seinen Großonkel Ludwig Lendle, der den Schlaf erforschte. Der WDR urteilte: „Sehr lesenswert – Jo Lendle gelingt mit Detailwissen, Humor und philosophischer Reflexion eine wahrhafte Fiktion über eine ganze Epoche.“
Heldin des Romans Die Himmelsrichtungen ist die Flugpionierin Amelia Earhart, deren Leben er rückwärts auffächert: „Behutsam und glaubhaft erzählt Jo Lendle von dieser starken Frau, von ihrem kühnen Mut, ihrem spöttischen und doch zugewandten Humor. Und die Leserin ist beglückt, mit im Cockpit zu sitzen“, kommentierte der NDR.

## Auszeichnungen
- Stipendium der Studienstiftung des deutschen Volkes, 1991–1995
- Leipziger Förderpreis für Literatur, 1997
- Stipendium Deutscher Literaturfonds, 2005
- Stipendium der Kunststiftung NRW, 2006
- Stipendium der Robert Bosch Stiftung, 2006

## Veröffentlichungen
- Unter Mardern. Suhrkamp Verlag, Frankfurt 1999, ISBN 3-518-12111-1.
- Die Kosmonautin. Roman. Deutsche Verlags-Anstalt, München 2008, ISBN 978-3-421-04343-6.
- Mein letzter Versuch die Welt zu retten. Roman. Deutsche Verlags-Anstalt, München 2009, ISBN 978-3-421-04391-7.
- Alles Land. Roman. Deutsche Verlags-Anstalt, München 2011, ISBN 978-3-421-04525-6.
- Zenzi mag’s kalt. Illustriert von Kat Menschik und Sascha Menschik, Carlsen/Pixi, Hamburg 2012, ISBN 978-3-551-04093-0.
- Was wir Liebe nennen. Roman. Deutsche Verlags-Anstalt, München 2013, ISBN 978-3-421-04606-2.
- Eine Art Familie. Roman. Penguin, München 2021, ISBN 978-3-328-60194-4.
- Die Himmelsrichtungen. Roman. Penguin, München 2024, ISBN 978-3-328-60379-5.

Übersetzungen
- Jáchym Topol: Das hier kenn’ ich. (Mitübersetzung) Galrev Verlag, Berlin 1996, ISBN 978-3-910161-70-2.
- Adam Mansbach: Verdammte Scheiße, schlaf ein. DuMont Verlag, Köln 2011, ISBN 978-3-8321-9658-5.
- Mira Gonzalez: Ich werde niemals schön genug sein, um mit dir schön sein zu können. Hanser Verlag, München 2015, ISBN 978-3-446-24940-0.
- Shaun Usher (Hg.): Lists of Note: Aufzeichnungen, die die Welt bedeuten. (Mitübersetzung) Heyne Verlag, München 2015, ISBN 978-3-453-27000-8.
- Kenn Nesbitt: Jetzt noch ein Gedicht, und dann aus das Licht! (Mitübersetzung) Hanser Verlag, München 2019, ISBN 978-3-446-26438-0.